# Dansk film 100 år - Børn og unge
|  | Denne artikel er oprettet af botten PalnaBot ud fra en ekstern database. Den kan derfor have sproglige fejl eller mangler. Denne skabelon kan fjernes efter kontrol af indholdet. |

Dansk film 100 år - Børn og unge er en film med ukendt instruktør.